# Allamuchy-Panther Valley, New Jersey
Allamuchy-Panther Valley, New Jersey (енгл. Allamuchy-Panther Valley) град је у америчкој савезној држави Њу Џерзи.

## Демографија
По попису из 2000. године број становника је 3.125.
| Група             | 2000.         | 2010.    |
| Белци             | 2.941 (94,1%) | 0 (0,0%) |
| Афроамериканци    | 30 (1,0%)     | 0 (0,0%) |
| Азијати           | 65 (2,1%)     | 0 (0,0%) |
| Хиспаноамериканци | 74 (2,4%)     | 0 (0,0%) |
| Укупно            | 3.125         | 0        |